# Дамаскин, Василий Никифорович
Василий Никифорович Дамаскин (1903—1967) — советский хозяйственный, государственный и политический деятель.

## Биография
Родился в 1903 году в селе Добрянка. Член ВКП(б) с 1931 года.
С 1920 года — на хозяйственной, общественной и политической работе. В 1920—1967 гг. — в РККА, на хозяйственной работе в Бессарабской области, командир молдаванских партизанских формирований в Великую Отечественную войну, председатель Кагульского уездного исполкома, министр социального обеспечения, председатель Кишинёвского окрисполкома, министр транспорта Молдавской ССР, заведующий Отдела административных и партийных органов при Совете Министров Молдавской ССР.
Избирался депутатом Верховного Совета СССР 2-го и 3-го созывов.
Умер в 1967 году в Кишинёве.